# Petko Stajnow (polityk)
Petko Stojanow Stajnow (bułg. Петко Стоянов Стайнов; ur. 31 maja 1890 w Kazanłyku, zm. 24 lipca 1972 w Sofii) – bułgarski prawnik, polityk i dyplomata, minister spraw zagranicznych (1944–1946).

## Życiorys
Syn Stojana i Bonki. Po ukończeniu liceum w Starej Zagorze studiował prawe w Grenoble, skąd przeniósł się do Paryża. Po ukończeniu studiów paryskich w 1911, kontynuował specjalizację w Lipsku. W czasie wojen bałkańskich powrócił do kraju i wziął udział w działaniach wojennych. W 1914 obronił doktorat z ekonomii w Paryżu. Po wybuchu I wojny światowej kierował Dyrekcją Prasową. Od 1923 wykładał prawo administracyjne na uniwersytecie sofijskim, a od 1925 na Uniwersytecie Gospodarki Narodowej i Światowej. Od 1935 członek Bułgarskiej Akademii Nauk.
W 1923 po raz pierwszy został wybrany deputowanym do Zgromadzenia Narodowego. W 1930 stanął na czele resortu kolei, poczty i telegrafów w rządzie Andreja Lapczewa.
W latach 1934–1935 w służbie dyplomatycznej. Pełnił funkcję ambasadora Bułgarii w Belgii, a następnie we Francji. Od 1935 poświęcił się pracy naukowej, współpracując z opozycją. W czasie II wojny światowej współpracował ze zdominowanym przez komunistów Frontem Ojczyźnianym. Od września 1944 pełnił funkcję ministra spraw zagranicznych, uczestnicząc w negocjacjach pokojowych z mocarstwami, a także w rozmowach z Jugosławią na temat federacji bałkańskiej. W marcu 1946 na życzenie Wiaczesława Mołotowa, Stajnow został usunięty ze stanowiska.  W latach 1947–1963 pełnił funkcję dziekana wydziału prawa uniwersytetu sofijskiego. W 1966 otrzymał tytuł doktora honoris causa Uniwersytetu Warszawskiego.
W latach 1923–1972 był dwunastokrotnie wybierany deputowanym do Zgromadzenia Narodowego.
Był żonaty (żona Anna Kamenowa była pisarką i tłumaczką, córką Michaiła Madżarowa), miał dwoje dzieci (syna i córkę).